# Khemaïs Laabidi
 (janvier 2024).
Si vous disposez d'ouvrages ou d'articles de référence ou si vous connaissez des sites web de qualité traitant du thème abordé ici, merci de compléter l'article en donnant les références utiles à sa vérifiabilité et en les liant à la section « Notes et références ».
Khemaïs Laabidi, né le 30 août 1950, est un joueur et entraîneur de football tunisien.

## Carrière de joueur
Il joue à la fin des années 1970 à la Jeunesse sportive kairouanaise avec qui il remporte le titre de meilleur footballeur de l'année en 1976. Lors de son passage dans ce club, il y inscrit 31 buts en Ligue I.
Il dispute également la coupe du monde 1978 en Argentine avec la sélection tunisienne.

## Carrière d'entraîneur
- 1992-1995 : Jeunesse sportive kairouanaise[1]
- 1997-1998 : Jeunesse sportive kairouanaise[1]
- 2004-2005 : Équipe de Tunisie[1]
- 2005-2006 : Jeunesse sportive kairouanaise[1]
- 2017 : Jeunesse sportive kairouanaise[1]
- 2021 : Football Club de San-Pédro[1]